# اللعبة الكبيرة
اللعبة الكبيرة (بالإنجليزية: Big Game)‏ هو فيلم حركة تم إنتاجه في فنلندا وألمانيا وصدر في سنة 2014. الفيلم من إخراج جالماري هيلاندر وكتابة جالماري هيلاندر . من بطولة صامويل جاكسون وفيليستي هوفمان وتيد ليفين وجيم برودبنت وراي ستيفنسون.

## القصة
تدور الأحداث في إطار مثير ومشوق، وذلك بعد أن تتحطم طائرة الرئيس الأمريكي داخل إحدى الغابات الفنلندية إثر تعرضها لهجمة إرهابية، وينجو الرئيس من الحادث، ويقابل في طريقه مراهقًا فنلنديًا يدعى أوسكاري والذي خرج للغابة ليثبت مهارته في الصيد، وإذا به يجد نفسه في مهمة يجب أن يتصدى فيها لإنقاذ الرئيس الأمريكي من محاولة اغتيال.

## الميزانية والإيرادات
بلغت تكلفة إنتاج الفيلم حوالي €8.5 مليون يورو بينما حقق أرباحا تقدر بـ 1.9 مليون دولار.

## وصلات خارجية
- اللعبة الكبيرة على موقع IMDb (الإنجليزية)
- اللعبة الكبيرة على موقع ميتاكريتيك (الإنجليزية)
- اللعبة الكبيرة على موقع روتن توميتوز (الإنجليزية)
- اللعبة الكبيرة على موقع نتفليكس (الإنجليزية)
- اللعبة الكبيرة على موقع قاعدة بيانات الأفلام العربية
- اللعبة الكبيرة على موقع ألو سيني (الفرنسية)
- اللعبة الكبيرة على موقع Turner Classic Movies (الإنجليزية)
- اللعبة الكبيرة على موقع أول موفي (الإنجليزية)
- اللعبة الكبيرة على موقع بوكس أوفيس موجو (الإنجليزية)
- اللعبة الكبيرة على موقع فيلمافينيتي (الإسبانية)